# Sennur Ulukus
Sennur Ulukus da Universidade de Maryland, College Park, MD foi nomeada Fellow do Instituto de Engenheiros Eléctricos e Electrónicos (IEEE) em 2016 por contribuições para caracterizar os limites de desempenho de redes sem fio.